# The Iron Maidens
The Iron Maidens ist eine Metal-Band aus Los Angeles (Kalifornien), die 2001 gegründet wurde. Die Band besteht ausschließlich aus weiblichen Mitgliedern und versteht sich als Tribute-Band, die Songs der britischen Heavy-Metal-Band Iron Maiden covert und entsprechende Konzerte gibt.

## Geschichte
Die Ursprünge der Band liegen in der Iron-Maiden-Tribute-Band Wrathchild. Sängerin Jenny Warren und Bassistin Melanie Sisneros entschieden sich im Juni 2001, ein neues Projekt unter dem Namen The Iron Maidens zu gründen. Linda McDonald (Schlagzeug), Josephine Draven (Gitarre) und Sara Marsh (Gitarre) schlossen sich der Band an.
2003 begann die Band, an ihrem ersten Album zu arbeiten. Währenddessen gab Jenny Warren bekannt, dass sie die Band aus persönlichen und familiären Gründen verlässt. Sie wurde durch Aja Kim ersetzt, mit der die Band im Juni 2005 ihr Debüt-Album World's Only Female Tribute to Iron Maiden veröffentlichte. Kurz darauf verließ Gitarristin Josephine Draven die Band.
Im Mai 2007 erschien das zweite Album Route 666. Als Gastmusiker trat Phil Campbell (Motörhead) in Erscheinung.
Am 25. Juli 2007 trat die Band in Laguna als Vorgruppe von Kiss auf. 2008 folgten Auftritte in Griechenland, Türkei, Kuwait und Irak.
Im Sommer 2008 gab es einen erneuten Besetzungswechsel; unter anderem verließ Aja Kim die Band, um eine Solokarriere zu starten. Als neue Mitglieder schlossen sich Courtney Cox (Gitarre) und Kirsten Rosenberg (Gesang) der Band an.
Im Januar 2010 folgte eine fünf Konzerte umfassende Japan-Tournee, von der im August 2010 eine DVD unter dem Titel Metal Gathering Tour Live in Japan 2010 veröffentlicht wurde. Während dieser Tournee fiel Gitarristin Sara Marsh krankheitsbedingt aus und verließ die Band. Bei den Liveauftritten in den Jahren 2010–2014 wurde die Rolle Dave Murrays von Nili Brosh, Nita Strauss und Nikki Stringfield abwechselnd übernommen.
2011 trat die Band unter anderem in Kanada, Peru und Brasilien auf. Am 26. März 2011 spielte sie vor 40.000 Zuschauern in Barquisimeto (Venezuela). Im Vorverkauf zu diesem Konzert stellten The Iron Maidens einen neuen Rekord auf, indem sie 5.000 Tickets innerhalb der ersten 24 Stunden verkauften und damit den Ticketvorverkaufsrekord von Metallica aus dem Jahr 2010 übertrafen, welche 6.000 Tickets innerhalb von zwei Tagen abgesetzt hatten. Darüber hinaus waren The Iron Maidens die erste rein weiblich besetzte Heavy-Metal-Band überhaupt, die in Venezuela öffentlich aufgetreten ist. Am 5. April 2012 spielte die Band im Rolling Stone Cafe in Jakarta in Indonesien.
Am 9. September 2013 hatten sie einen Auftritt im legendären The Roxy am Sunset Strip in West Hollywood. Dieser Auftritt wurde im Rahmen der von Katie Daryl produzierten Fernsehreihe World's Greatest Tribute Bands amerikaweit auf AXS TV ausgestrahlt.
Im Herbst 2013 gab die Band Konzerte in Trinidad, auf Hawaii sowie in der Dominikanischen Republik.

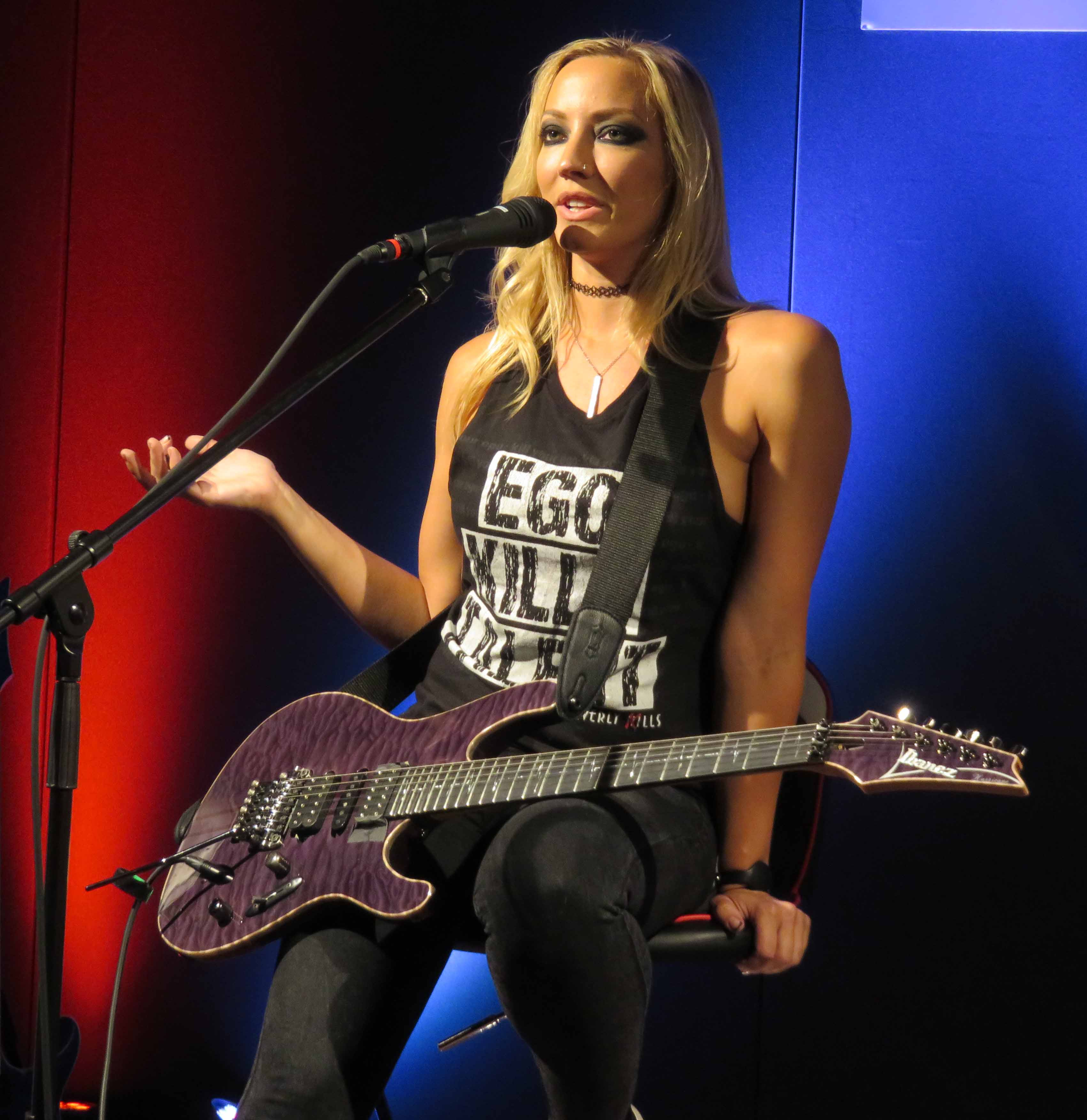
Die ehemalige Gitarristin Nita Strauss, heute Bühnengitarristin bei Alice Cooper

Am 12. Juni 2014 wurde bekannt gegeben, dass Nita Strauss als Gitarristin in der Band von Alice Cooper auf dessen bevorstehender Nordamerika-Tournee auftreten wird. Ihre Rolle bei The Iron Maidens übernahm Nikki Stringfield, die mittlerweile festes Bandmitglied ist.
Im März 2015 absolvierte die Band eine Europa-Tournee mit Konzerten in Deutschland, der Schweiz, den Niederlanden und Belgien. Von April bis Juli 2015 tourte die Band in den USA, Kanada, Japan, Singapur und Mexiko.
Am 3. August 2022 trat die Band erstmals auf dem Wacken Open Air auf. Ein Jahr später verließ Gitarristin Courtney Cox die Band und schloss sich der schweizerischen Heavy-Metal-Band Burning Witches an. Ihre Rolle bei The Iron Maidens übernahm die US-amerikanische Gitarristin Shani Kimelman.

## Trivia
Die einzelnen Bandmitglieder sehen sich in ihren Funktionen als Doppelgänger der Musiker der Band Iron Maiden und vergeben sich entsprechende Pseudonyme. Zurzeit besteht die Band aus folgenden Mitgliedern:

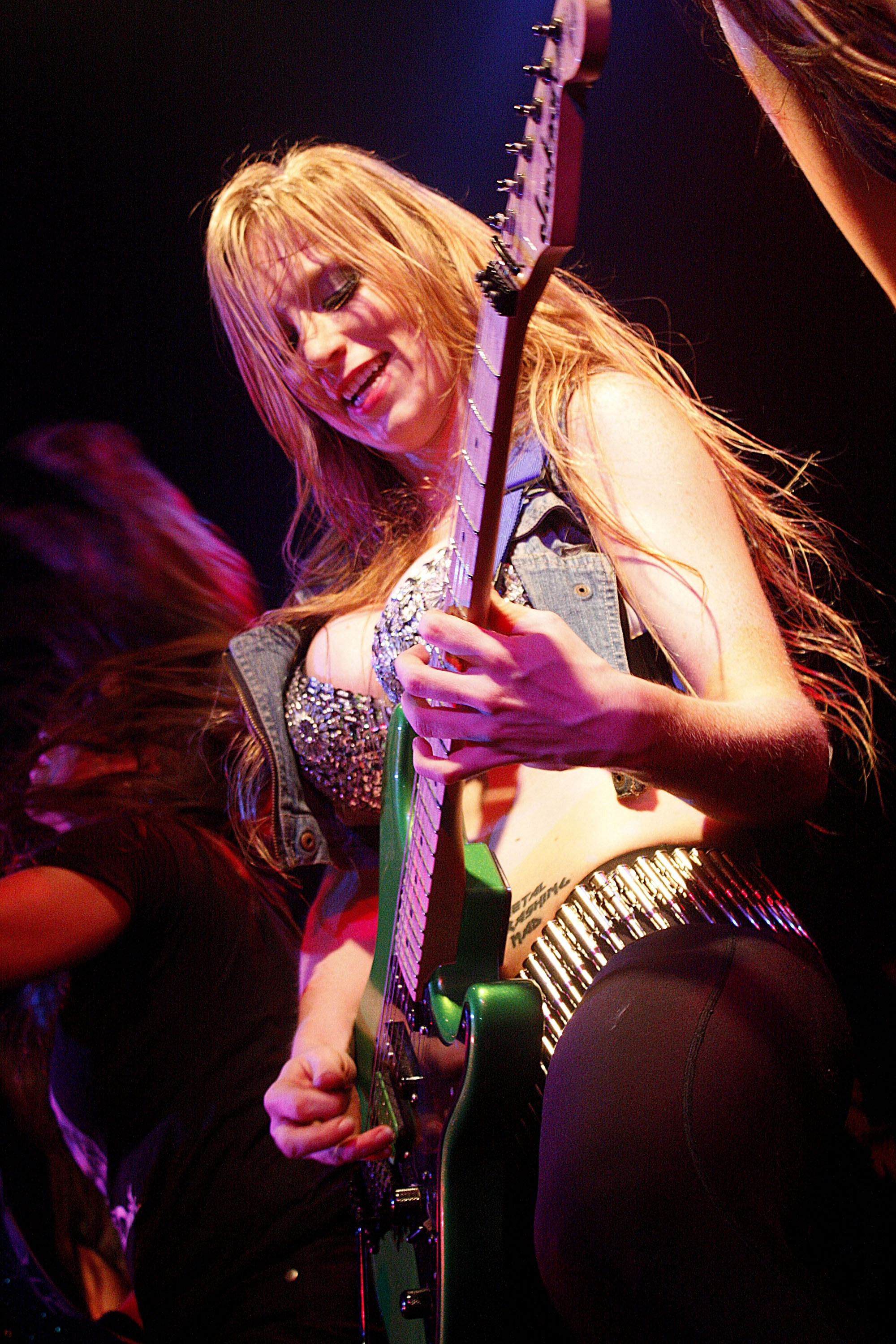
Gitarristin Courtney Cox (2008–2023)

- Gesang: Kirsten „Bruce Chickinson“ Rosenberg
- Schlagzeug: Linda „Nikki McBURRain“ McDonald
- Gitarre: Shani „Adriana Smith“ Kimelman
- Gitarre: Nikki „Davina Murray“ Stringfield
- Bass: Wanda „Steph Harris“ Ortiz

Erwähnung fanden The Iron Maidens unter anderem in einflussreichen Medien wie dem Rolling Stone oder der New York Times.
Nach Angaben von Bruce Dickinson besuchten die Bandmitglieder von Iron Maiden ein Konzert der Iron Maidens in Mexiko.
Ende Dezember 2014 erreichte die Band die Marke von einer Million „Gefällt mir“-Angaben auf ihrer offiziellen Facebook-Seite.

## Diskografie

### Alben
- 2005: World's Only Female Tribute to Iron Maiden
- 2007: Route 666
- 2008: The Root of All Evil

### DVDs
- 2010: Metal Gathering Tour Live in Japan 2010